# Capoll Llarg (manzana)
Capoll Llarg es el nombre de una variedad cultivar de manzano (Malus domestica). Esta manzana está cultivada en diversos viveros entre ellos algunos dedicados a conservación de árboles frutales en peligro de desaparición. Esta manzana es originaria de las Islas Baleares, donde tuvo su mejor época de cultivo comercial anterior a la década de 1960, y actualmente en menor medida aún se encuentra.

## Sinónimos
- "Manzana Capoll Llarg",[5][7][8]
- "Poma Capoll Llarg",
- "Manzana Capullo Largo",
- "Piel del Diablo".

## Historia
Las Islas Baleares presenta unas condiciones de clima y de suelos buenos para el cultivo del manzano. De hecho existe una considerable variedad de cultivos autóctonos de manzano, fruto de la sabiduría y el esfuerzo de los agricultores, que durante generaciones han realizado cruces y mejoras de las variedades. En estas últimas décadas ya sea por presiones urbanísticas o por abandono de los cultivos en los campos, debida a la competencia con otras variedades de manzanas selectas foráneas, se han ido perdiendo parte de la riqueza de variedades frutales de la herencia. Actualmente hay iniciativas para evitar la pérdida irremediable de esta riqueza cultural y agrícola con iniciativas de conservación como el proyecto "Reviure" en Mallorca (con plantación de 160 frutales de la herencia), [Autores: José Moscardó Sáez Antoni Martorell Nicolau Proyecto Reviure-caib.es.PDF] o el banco de germoplasma de frutales del Jardín Botánico de Sóller.
'Capoll Llarg' está considerada incluida en las variedades locales autóctonas muy antiguas, cuyo cultivo se centraba en comarcas muy definidas. Se caracterizaban por su buena adaptación a sus ecosistemas y podrían tener interés genético en virtud de su adaptación. Se encontraban diseminadas por todas las regiones fruteras españolas, aunque eran especialmente frecuentes en la España húmeda. Estas se podían clasificar en dos subgrupos: de mesa y de sidra (aunque algunas tenían aptitud mixta).
'Capoll Llarg' es una variedad clasificada como de mesa; difundido su cultivo en el pasado por los viveros comerciales y cuyo cultivo en la actualidad se ha reducido a huertos familiares y jardines privados.

## Características
El manzano de la variedad 'Capoll Llarg' tiene un vigor Medio; florece a inicios de mayo; tubo del cáliz corto o alargado pero estrecho, y con los estambres insertos por la mitad.
La variedad de manzana 'Capoll Llarg' tiene un fruto de tamaño medio; forma más alta que ancha, casi cilíndrica, con contorno irregular; piel levemente untosa; con color de fondo amarillo crema, siendo el color del sobre color rojo y cobre, importancia del sobre color medio, siendo su reparto en rayas, presenta pinceladas de color cobre o vinoso pálido que recubren gran parte del fruto, acusa punteado pequeño, abundante y ruginoso, y una sensibilidad al "russeting" (pardea miento áspero superficial que presentan algunas variedades) débil; pedúnculo corto y medio, fino, más ensanchado en la parte superior, leñoso y pubescente, anchura de la cavidad peduncular es estrecha, profundidad de la cavidad peduncular mediana, poco profunda, con el fondo con chapa ruginosa de tono verde o marrón claro que sobrepasa la cavidad, borde irregular, y con importancia del "russeting" en cavidad peduncular fuerte; anchura de la cavidad calicina estrecha o mediana, profundidad de la cav. calicina poco profunda, con el borde levemente ondulado, y con la importancia del "russeting" en cavidad calicina débil; ojo pequeño,cerrado; sépalos estrechos y largos, erguidos, muy compactos en su base y levemente agrietados, con puntas entrecruzadas y vueltas hacia fuera.
Carne de color blanco amarillento con fibras amarillo verdosas; textura crujiente, y a la vez pastosa; sabor característico de la variedad, suavemente dulce, percibiéndose una ligera acidez, poco aromático; corazón bulbiforme alargado, suavemente enmarcado por las líneas del corazón, éstas bien delimitadas en los polos; eje agrietado; celdas alargadas y cartilaginosas. Semillas más bien pequeñas.
La manzana 'Capoll Llarg' tiene una época de maduración y recolección muy tardía en invierno, se recolecta desde finales de octubre a finales de noviembre. Tiene uso como manzana de mesa fresca.